# Saison 3 de The Carmichael Show
Cet article présente la saison 3 de la série télévisée The Carmichael Show.

## Distribution[1]
- Jerrod Carmichael (dans son propre rôle)
- Loretta Devine (Cynthia Carmichael)
- David Alan Grier (Joe Carmichael)
- Lil Rel Howery (Bobby Carmichael)
- Amber West (Maxine)
- Tiffany Haddish (Nekeisha)

## Épisodes
La saison comporte 13 épisodes.